# Tropidozineus cinctulus
Tropidozineus cinctulus är en skalbaggsart som beskrevs av Monné och Martins 1976. Tropidozineus cinctulus ingår i släktet Tropidozineus och familjen långhorningar. Inga underarter finns listade i Catalogue of Life.